# Kosovaarse Communistenbond
De Kosovaarse Communistenbond (Servo-Kroatisch: Savez komunista Kosova, Савез комуниста Косова, SKK; Albanees: Lidhja Komuniste Kosovare, LKS) was tussen 1945 en 1989 de enige toegestane politieke partij in de Socialistische Autonome Provincie Kosovo. De SAP Kosovo maakte deel uit van de Socialistische Republiek Servië, een van de deelrepublieken van de Socialistische Federale Republiek Joegoslavië. De Kosovaarse Communistenbond was een autonome afdeling van de Servische Communistenbond (SKS). 

## Geschiedenis
De Kosovaarse Communistenbond werd in 1944 opgericht onder de naam Communistische Partij van Kosovo en Metohija. Na de totstandkoming van de Federale Volksrepubliek Joegoslavië (1945) werd Kosovo een autonome provincie binnen de Servische deelrepubliek met de Kosovaarse communistische partij als enige toegestane politieke partij. De provincie Kosovo kende in die tijd een Albanese meerderheid en een Servische minderheid en de partijleiding van de communistische partij was daarvan en afspiegeling. In 1952 werd de partijnaam gewijzigd in SKK/LKS en in november 1968 werd de partij verzelfstandigd binnen de Servische Communistenbond (SKS).
Een belangrijke figuur binnen de SKK/LKS en binnen de staatstructuren van zowel de autonome provincie als de Joegoslavische federatie was Fadil Hoxha (1916-2001), wiens invloed sinds de jaren zestig steeds groter werd. Albanese nationalisten binnen de SKK/LKS streefden naar een zelfstandige republiek binnen Joegoslavische federatie hetgeen uitmondde in ongeregeldheden in de jaren 1980/1981. Hoxha verzette zich tegen dit streven, maar maakte zich wel zorgen om de aspiraties van Servische nationalisten die de Kosovaarse autonomie wensten op te heffen. 
In 1989 werd de autonomie van Kosovo door de Servische regering ingetrokken en een jaar later werd de SKK/LKS ontbonden. Een aantal prominenten sympathiseerden nadien openlijk met de Albanese nationalisten. Hoxha koos de zijde van de Democratische Liga van Kosovo van Ibrahim Rugova en het Bevrijdingsleger van Kosovo (UÇK).

## Voorzitters van de SKK/LKS
- Miladin Popović - 1944-1945
- Đorđije Pajković - 1945-1956
- Dušan Mugoša - 1965
- Velli Deva - 1965-1971
- Mahmut Bakalli - 1971-1981
- Velli Deva - 1981-1982
- Sinan Hasani - 1982-1983
- Ilaz Kurteshi - 1983-1984
- Svetislav Dolašević - 1984-1985
- Kolë Shiroka  - 1985-1986
- Azem Vllasi - 1986-1988
- Kaqusha Jashari - 1988
- Remzi Kolgeci (wnd.) - 1988-1989
- Rrahman Morina - 1989-1990

Communistenbond van Bosnië en Herzegovina · Kroatische Communistenbond · Macedonische Communistenbond · Montenegrijnse Communistenbond · Servische Communistenbond (Communistenbond van Vojvodina · Kosovaarse Communistenbond) · Bond van Communisten van Slovenië ·
Organisatie van de Communistenbond binnen het Joegoslavische Volksleger